# 紐倫港

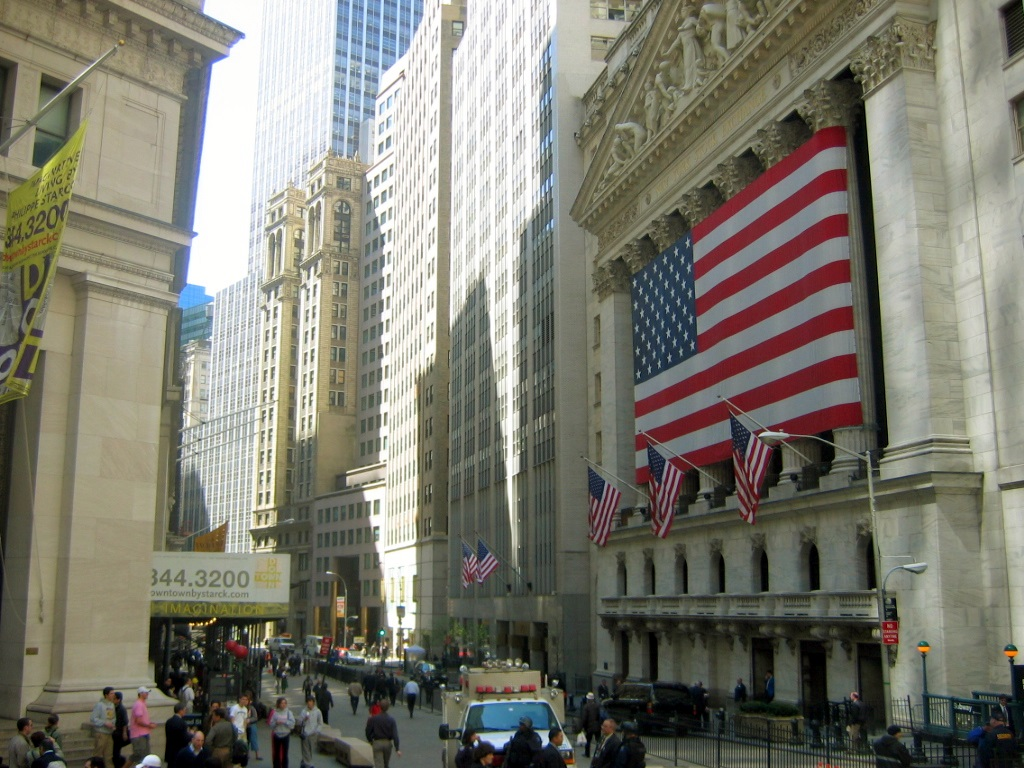
紐約華爾街的紐約證券交易所（NYSE）。

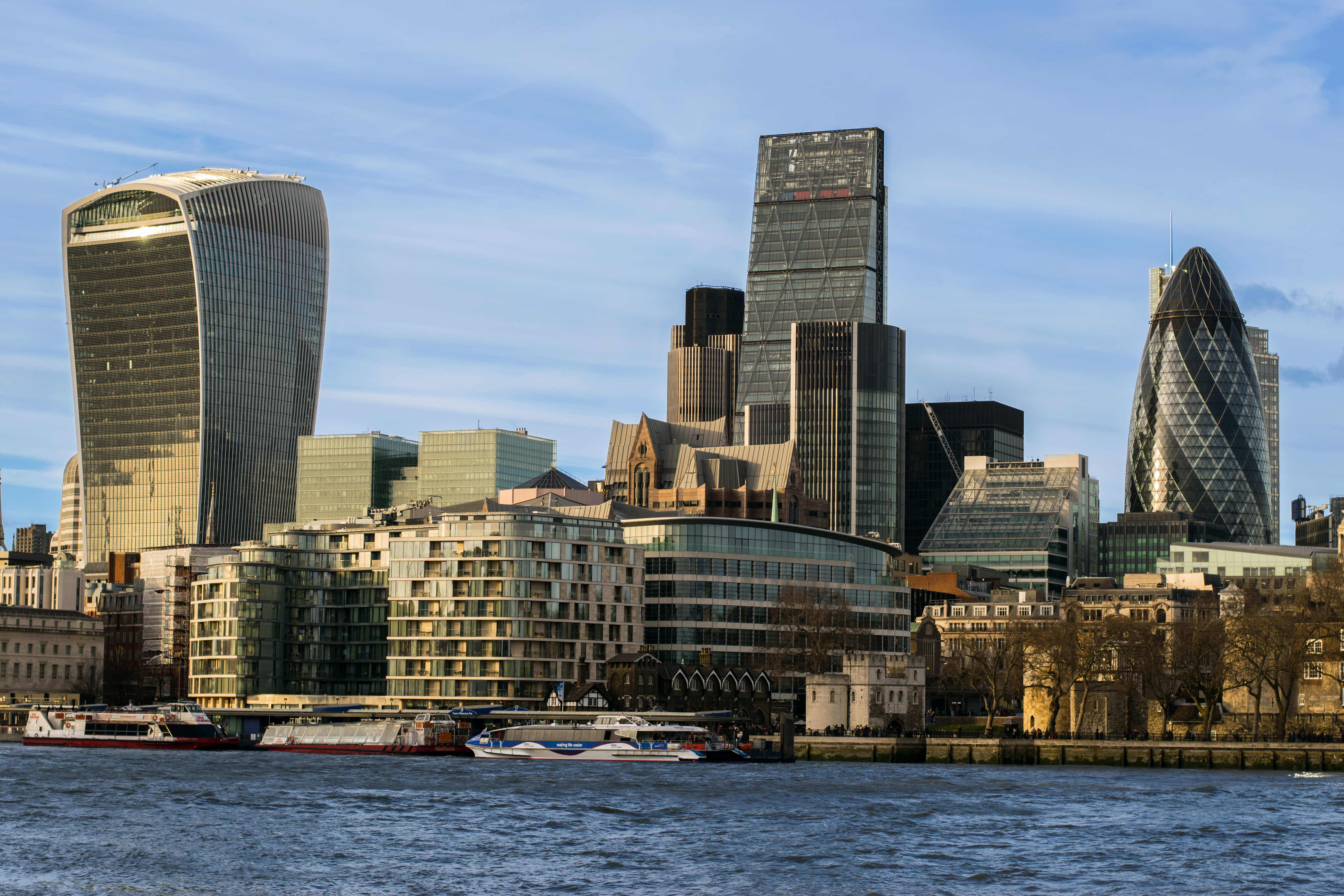
大倫敦。

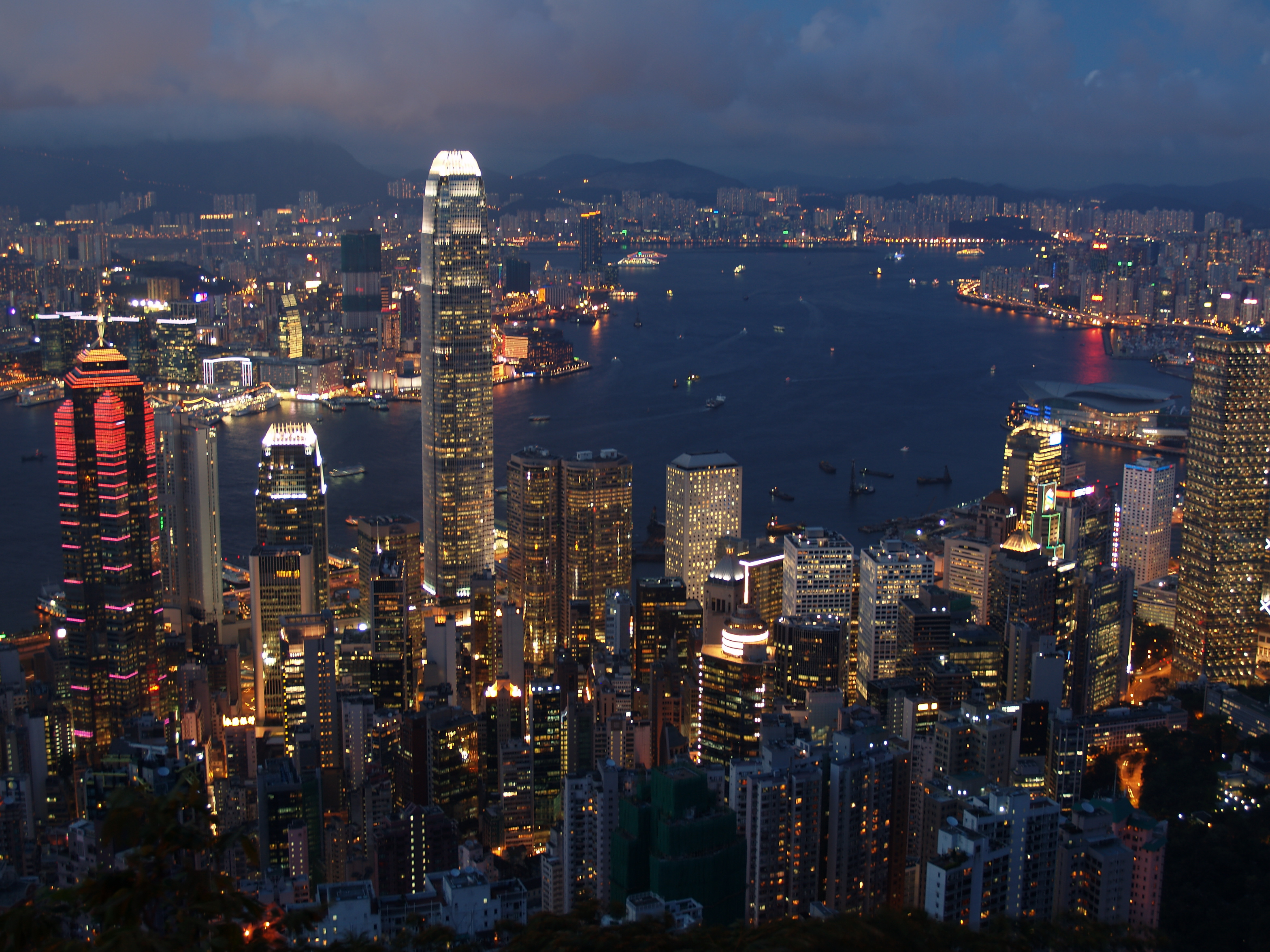
根據經濟自由度指數，香港自1995年起至2019年是世界上最自由經濟體。

紐倫港（英語：Nylonkong）是指世界上三大世界領先的國際都會：紐約、倫敦及香港的合稱，同時這三座城市因相通的經濟文化而互相聯繫，不僅成為體現全球化的典範，而且也解釋了全球化的原因。這三座城市意外地構建起一個能促進全球經濟發展的金融網，因此於2008年獲《時代雜誌》選為21世紀全球化國際城市的模範，並列為21世紀世界三大國際都會。
紐約、倫敦及香港三個城市有不少相似之處，文化特色及經濟成就，例如均有較大比例的移民人口，是一個多元文化、宗教、種族的社會，擁有一個完善的證券市場以作為地區的国际金融中心、以英語作為官方語言之一等等。它們也分別座落不同大洲及時區，可以互補不足。

## 外部連結
- A Tale Of Three Cities （页面存档备份，存于），《時代雜誌》， 2008年1月17日 （英文）
- 《時代》創 「紐倫港」 香港紐約倫敦齊名 （页面存档备份，存于），《明報》， 2008年1月30日
- 登陸紐倫港 活現全球化，《星島日報》， 2008年3月19日